# Буюкань

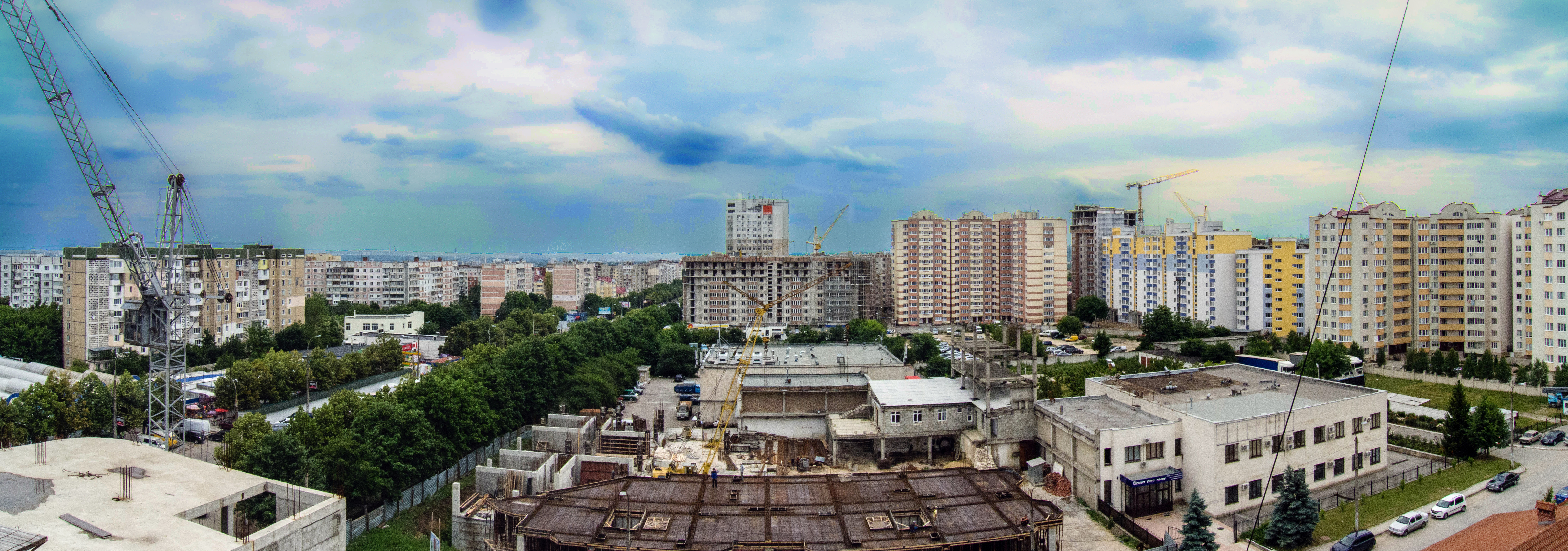
Вид на улицу Алба-Юлия, пересечение с улицей Деляну

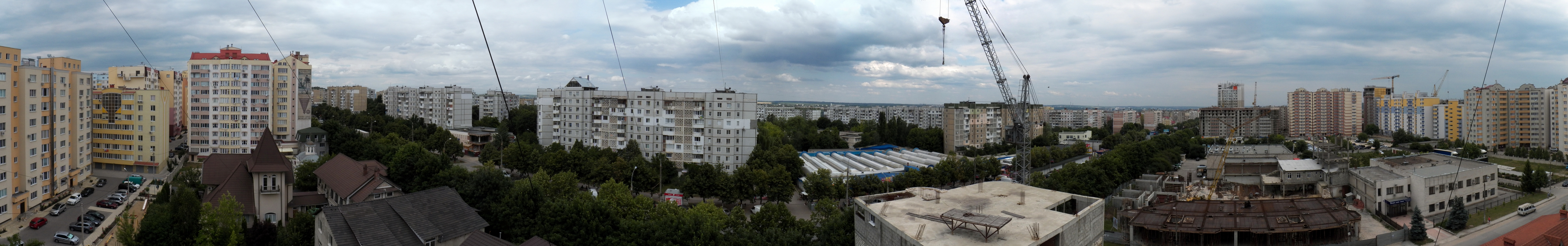
Вид на улицу Алба-Юлия, рынок «Дельфин»

Буюка́ны (рум. Sectorul Buiucani) — район на северо-западе Кишинёва между улицей Каля Ешилор (быв. Куйбышева), парком «Валя Морилор» и Балканским шоссе. Название получил от бывшего села, расположенного в этой местности.

## История
Буюканы известны со второй половины XV века. В конце XVI—начале XVII вв. село Буюкань находилось во владении нескольких бояр, позже — боярина Д. Палеолога.
В дарственной грамоте от 20 августа 1608 господарь Константин Мовилэ выделил наследникам Ходора и Параски село Буюкань, расположенное в крае Лапушна на реке Бык с местом для пруда и мельницы на реке.
Согласно грамоте от 18 декабря 1610 Думитраке Кирицэ отошли две части Боюкан, проданные ему несколькими владельцами, одним из которых был Андроник Рошка, сын Дрэгэлуши, внучки Насти Буюк. Эта грамота подтверждает версию, что название села произошло от фамилии Буюк.
С 1620-х годов Буюкань — собственность ясского Галатского монастыря. Местное население занималось в основном земледелием. В селе были также кузнецы, плотники, бочары, скорняки, кожемяки.
По данным переписи Бессарабской переписи населения 1817 года:
- Село Боюканы относится к округу реки Быковец Оргеевского цинута.
- Состояние села разряда В (посредственное).
- Статистика духовного сословия: 3 священника, 1 диакон, 1 вдова диакона, 2 дьячка, 2 пономаря.
- Статистика высшего сословия: 4 мазыла.
- Статистика низшего сословия: хозяйства царан — 147, хозяйства вдов царан — 27, хозяйства бурлаков (холостяков) — 28.

Всего: 187 мужских хозяйств и 28 вдовьих хозяйств.
С начала 1830-х гг. Буюкань становятся предместьем Кишинёва.
После Великой Отечественной войны началась активная застройка территории Боюкан, вначале 1-, 2-этажными домами, а с конца 1950-х годов многоэтажными зданиями.
Сейчас на Боюканах преобладают 5-, 9- и 16-этажные здания. Здесь находится международный выставочный центр «Молдэкспо», Государственный педагогический университет имени Иона Крянгэ, парки «Валя Морилор», «Ла извор», «Алунелул» и «Дендрарий», а также недавно восстановленный Летний Кинотеатр Кишинева.

## Важнейшие улицы
- Каля Ешилор (быв. Куйбышева)
- Василе Лупу (быв. Панфилова)
- Иона Крянгэ (быв. Чернышевского)
- Алба Юлия (быв. Энгельса)
- Иона Пеливана (быв. Коммуны)
- Дойны и Иона Алдя-Теодорович (быв. Свободы)

## Административное деление
В состав Боюкан входят следующие населённые пункты:
- Города: Ватра, Дурлешты
- Сёла: Гидигич, Думбрава, Кондрица, Трушены

## Администрация
Претура Боюкан находится по адресу ул. Михай Витязу, 2. Претор — Валерий Немеренко. Телефон приёмной: (+373 22) 295071.